# Podandrogyne glabra
Podandrogyne glabra là một loài thực vật có hoa trong họ Màng màng. Loài này được Ducke miêu tả khoa học đầu tiên năm 1930.